# Dikasterium pro legislativní texty
Dikasterium pro legislativní texty (latinsky Dicasterium de legum textibus) je dikasterium Římské kurie.

## Historie
Funkcí navazuje na Papežskou komisi po autentickou interpretaci Kodexu kanonického práva, kterou ustanovil papež Benedikt XV. v roce 1917 motem propriem Cum iuris canonici, když vstoupil, poprvé v dějinách církve, v platnost Kodex kanonického práva. Tato komise fungovala až do založení Papežské komise pro revizi Kodexu kanonického práva Janem XXIII. v roce 1963, jež měla za úkol vypracovat návrh nového Kodexu kanonického práva. Po skončení II. vatikánského koncilu založil papež Pavel VI. v roce 1967 Papežskou komisi pro výklad dekretů Druhého vatikánského koncilu, jejíž pravomoc byla následně rozšířena na výkladu dokumentů vydaných Svatým stolcem pro provádění dekretů koncilu.
Jan Pavel II. v roce 1984 založil Papežskou komisi pro autentickou interpretaci Kodexu kanonického práva, jejímž úkolem bylo interpretovat kánony nového Kodexu kanonického práva vyhlášeného 25. ledna 1983. Se zřízením tohoto nového orgánu přestaly existovat předchozí dvě komise. Po vydání apoštolské konstituce Pastor Bonus 28. června 1988 byla tato komise transformována na Papežskou radu pro výklad legislativních textů.
Papež František apoštolskou konstitucí Praedicate Evangelium k 5. červnu 2022 změnil název této organizace na "Dikasterium pro legislativní texty".

## Kompetence
Kompetence rady je v apoštolské konstituci Pastor Bonus vymezena v článcích 154 až 158, které uvádějí:
- výklad obecných norem katolické církve;
- pomoc jiným římským dikasteriím při aplikaci obecných prováděcích vyhlášek (z it: generálních exekutivních dekretů) a instrukcí, aby byly v souladu s platnými právními předpisy;
- revize obecných dekretů biskupských konferencí;
- na žádost diskaterií zkoumají rozhodnutí, zda konkrétní zákony a obecné vyhlášky (generální dekrety) vydané zákonodárci pod nejvyšší autoritou, jsou v souladu s obecnými zákony církve.

## Chronologie prezidentů rady
- Kardinál Pietro Gasparri (18. října 1917 – 7. února 1930, odstoupil)
- Kardinál Giulio Serafini (30. června 1930 – 16. července 1938, zemřel)
- Kardinál Luigi Sincero (12. prosince 1934 – 7. února 1936, zemřel)
- Kardinál Massimo Massimi (14. března 1939 – 29. května 1946, jmenován prefektem Apoštolské Signatury)
- Kardinál Joseph Bruno (20. března 1954 – 10. listopadu 1954, zemřel)
- Kardinál Pietro Ciriaci (31. května 1955 – 30. prosince 1966, zemřel)
- Kardinál Pericle Felici (21. února 1967 – 22. března 1982, zemřel)
- Kardinál Rosalio Jose Castillo Lara, S.D.B. (22. května 1982 – 27. května 1985, jmenován prezidentem dikasteria) (pro-prezident)
- Kardinál Rosalio Jose Castillo Lara, S.D.B. (27. května 1985 – 6. prosince 1989, jmenován prezidentem Správy dědictví apoštolského stolce)
- Kardinál Vincenzo Fagiolo (15. prosince 1990 – 19. prosince 1994, odstoupil)
- Kardinál Julián Herranz Casado (19. prosince 1994 – 15. února 2007, odstoupil)
- Kardinál Francesco Coccopalmerio (15. února 2007 - 7. dubna 2018)
- Arcibiskup Filippo Iannone OCarm. (od 7. dubna 2018)

## Chronologie viceprezidentů rady
- Arcibiskup Bruno Bertagna (15. února 2007 – 12. října 2010, odstoupil)

## Chronologie sekretářů
- Monsignore Luigi Sincero (1917 – 1923, jmenován pro-sekretářem Kongregace pro východní církve)
- Monsignore Giuseppe Bruno (14. února 1924 – 22. února 1946)
- Arcibiskup Gabriel Acacius Coussa, B.A. (3. března 1946 – 4. srpna 1961, jmenován pro-sekretářem Kongregace pro východní církve)
- Kněz Giacomo Violardo (2. dubna 1962 – 26. ledna 1965, jmenován sekretářem Kongregace pro bohoslužbu a svátosti)
- Kněz Raimondo Bidagor, S.J. (1965 – 1973, odstoupil)
- Biskup Rosalio José Castillo Lara, S.D.B. (12. února 1975 – 5. října 1981, jmenován prezidentem Disciplinární komise římské kurie)
- Arcibiskup Julián Herranz Casado (1983 – 19. prosince 1994, jmenován prezidentem téže komise dikasteria)
- Arcibiskup Bruno Bertagna (19. prosince 1994 – 15. února 2007, jmenován prezidentem téže komise dikasteria)
- Biskup Juan Ignacio Arrieta Ochoa de Chinchetru, od 15. února 2007
- Arcibiskup Filippo Iannone OCarm. přidaný sekretář (11. listopadu 2017 - 7. dubna 2018)

## Chronologie pomocných sekretářů
- Monsignore Willy Onclin (1965 – 1983, odstoupil)
- Biskup Umberto Tramma (25. března 1999 – 1. listopadu 2000, zemřel)

## Chronologie podsekretářů
- Kněz Mariano De Nicolò (1984 – 8. července 1989, jmenován biskupem diecéze San Marino-Montefeltro a Rimini)
- Kněz Ivan Zuzek, S.J. (1990 – 1995, odstoupil)
- Kněz Marino Maccarelli, O.S.M. (1995 – 1999, odstoupil)
- Monsignore Mario Marchesi (1999 – 2002, odstoupil)
- Monsignore Bernard Anthony Hebda (3. března 2003 – 7. října 2009, jmenován biskupm diecéze Gaylord)
- Monsignore José Aparecido Gonçalves de Almeida (14. června 2010 – 8. května 2013, jmenován pomocným biskupem arcidiecéze Brasília)
- Monsignore Markus Graulich, S.D.B., od 22. května 2014